# (10186) Albéniz
(10186) Albéniz és un asteroide descobert el 20 d'abril de 1996 pel belga Eric Walter Elst a l'Observatori Europeu Austral, al desert d'Atacama, a Xile. La designació provisional que va rebre era 1996 HD24. Li correspongué en honor el nom del compositor català, Isaac Albéniz i Pascual (1860-1909), fill de Camprodon.